# 物華街

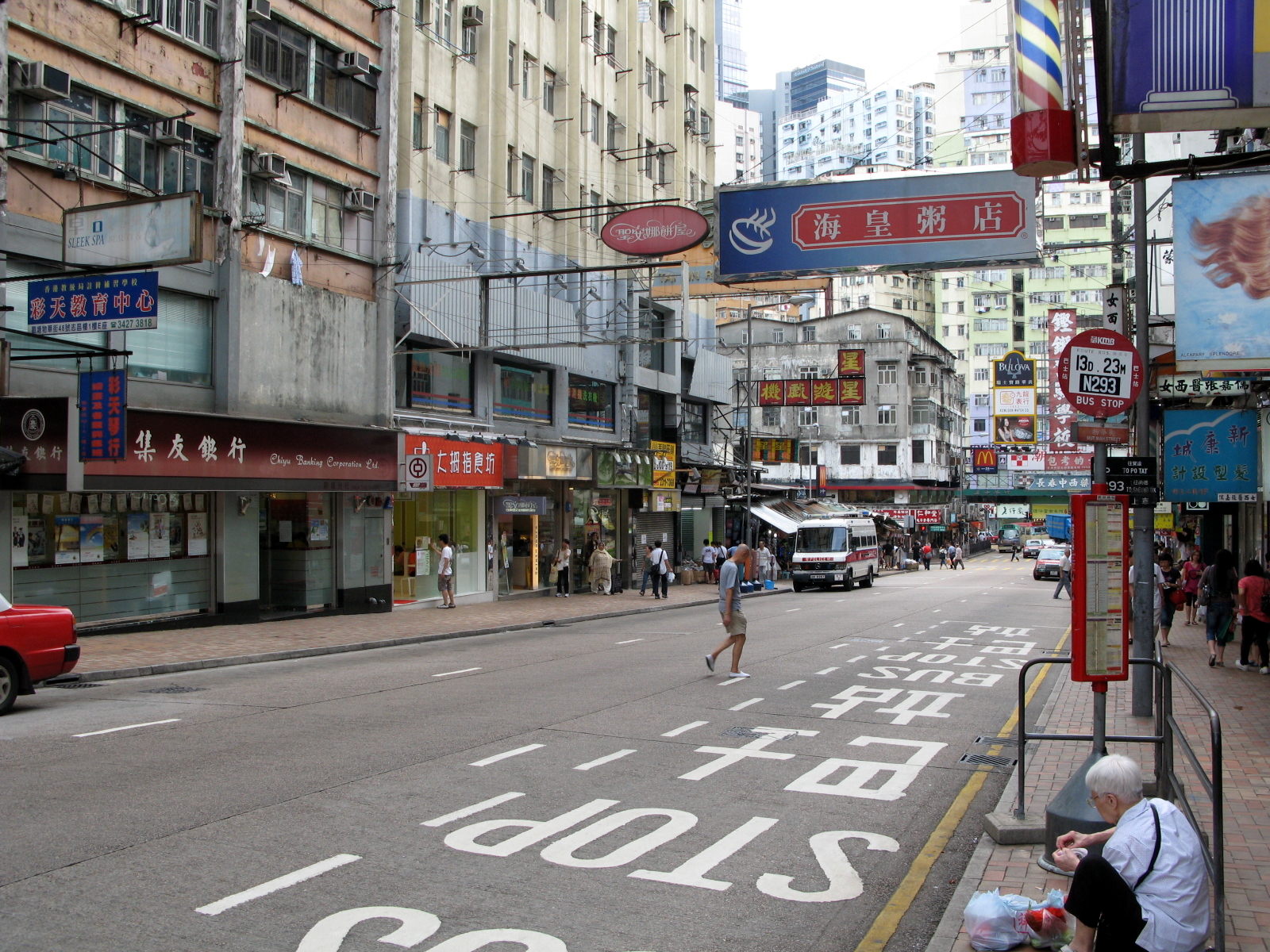
物華街 (2009年)

物華街（英語：Mut Wah Street）是香港九龍觀塘區的一條街道，位於觀塘市中心一帶，西起康寧道，途經輔仁街，東至協和街。
物華街屬於觀塘較早發展的商業區，有各式商舖售賣廉價成衣及日用品，當中不少商鋪仍維持1960年代至1970年代的裝修、設計及售貨模式。為配合觀塘市中心重建計劃，此道路於第二、三發展區外圍，將在重建期間先後臨時改為雙向及永久改為西行（現時的相反）。

## 軼事

### 1991年槍戰
觀塘物華街金行連環劫案發生於1991年6月9日，5名以葉繼歡為首的兇悍匪徒，分持四支AK47自動步槍及多支手槍，兼身穿避彈衣，有計劃及有組織地先在港島銅鑼灣區騎劫一輛客貨車及挾持人質，駛過觀塘物華街，連環行劫一列5間珠寶金行，且與到場圍捕警員發生激烈槍戰，雙方駁火逾40響，悍匪掠走1,000萬元金飾。

## 外部連結
- 觀塘區議會：物華街